# 泰姆瑟
泰姆瑟（荷蘭語：Temse，荷蘭語發音：[ˈtɛmsə] ⓘ，法語發音：[tamiz]）是比利时弗拉芒大區东佛兰德省圣尼克拉斯区的一个市镇，位于斯海尔德河畔，南与安特衛普省接壤，通行荷蘭語，是弗拉芒社群的一部分，面积40.1平方千米，人口29,528人（2018年1月1日）。